# Caychax
Caychax korábbi község Franciaországban, Ariège megyében. Lakosainak száma 14 fő (2022. január 1.). Caychax Appy, Montferrier, Vèbre és Albiès községekkel határos.
2025. január 1-jén Senconac korábbi községgel egyesült és az így létrejött Caychax-et-Senconac új község része lett.

## Népesség
A település népességének változása:
| Lakosok száma | 35   | 28   | 19   | 11   | 13   | 14   | 14   | 15   | 15   | 14   |
|               | 1968 | 1982 | 1990 | 2006 | 2013 | 2015 | 2017 | 2019 | 2020 | 2022 |